# 道の駅一覧 な行
道の駅 < 道の駅一覧
| あ行 | か行 | さ行 | た行 | な行 | は行 | ま行 | や-わ行 |

日本の道の駅のうち、な行で始まるものの一覧である。
道の駅の記事を書かれる方へ：
道の駅の記事を書いた場合は、この一覧にも書き込んで下さい。
道の駅の記事のフォーマットについては、プロジェクト:道の駅をご覧になるか、すでに投稿されている記事を参考にして下さい。

## な
- 道の駅ながお：香川県
- 道の駅ながおか花火館（ながおかはなびかん）：新潟県
- 道の駅なかがわ：北海道
- 道の駅長崎街道鈴田峠（ながさきかいどうすずたとうげ）：長崎県
- 道の駅なかさつない：北海道
- 道の駅長島（ながしま）：鹿児島県
- 道の駅なかじまロマン峠（なかじまロマンとうげ）：石川県
- 道の駅中条（なかじょう）：長野県
- 道の駅なかせん：秋田県
- 道の駅なかつ：大分県
- 道の駅なかとさ：高知県
- 道の駅長野市大岡特産センター（ながのしおおおかとくさんせんたー）：長野県
- 道の駅なかやま：愛媛県
- 道の駅中山盆地（なかやまぼんち）：群馬県
- 道の駅ながゆ温泉（ながゆおんせん）：大分県
- 道の駅ながら：千葉県
- 道の駅和（なごみ）：京都府
- 道の駅那須高原友愛の森（なすこうげんゆうあいのもり）：栃木県
- 道の駅那須野が原博物館（なすのがはらはくぶつかん）：栃木県
- 道の駅那須与一の郷（なすのよいちのさと）：栃木県
- 道の駅名田庄（なたしょう）：福井県
- 道の駅なち（なち）：和歌山県
- 道の駅なとわ・えさん：北海道
- 道の駅なないろ・ななえ：北海道
- 道の駅ななもり清見（ななもりきよみ）：岐阜県
- 道の駅なぶら土佐佐賀（なぶらとささが）：高知県
- 道の駅なみえ：福島県
- 道の駅なみおか：青森県
- 道の駅波野（なみの）：熊本県
- 道の駅奈良井木曽の大橋（ならいきそのおおはし）：長野県
- 道の駅ならは：福島県
- 道の駅なら歴史芸術文化村（なられきしげいじゅつぶんかむら）：奈良県
- 道の駅なるさわ：山梨県
- 道の駅なんごう：青森県
- 道の駅なんごう：宮崎県
- 道の駅南国風良里（なんこくふらり）：高知県
- 道の駅なんぶ：山梨県
- 道の駅南房パラダイス（なんぼうパラダイス）：千葉県（登録抹消）

## に
- 道の駅新潟ふるさと村（にいがたふるさとむら）：新潟県
- 道の駅251いいもりじゃがーロード：長崎県
- 道の駅230ルスツ：北海道
- 道の駅275つきがた：北海道
- 道の駅にしあいづ：福島県
- 道の駅西いなば気楽里（にしいなばきらり）：鳥取県
- 道の駅にしいや：徳島県
- 道の駅にしお岡ノ山（にしおおかのやま）：愛知県
- 道の駅にしおこっぺ花夢（にしおこっぺかむ）：北海道
- 道の駅にしかた：栃木県
- 道の駅にしかわ：山形県
- 道の駅錦（にしき）：熊本県
- 道の駅にしじま和紙の里 かみすきパーク（にしじまわしのさと かみすきぱーく）：山梨県
- 道の駅にしね：岩手県
- 道の駅虹の湖（にじのこ）：青森県
- 道の駅虹の森公園まつの（にじのもりこうえんまつの）：愛媛県
- 道の駅にしめ：秋田県
- 道の駅西山公園（にしやまこうえん）：福井県
- 道の駅西山ふるさと公苑（にしやまふるさとこうえん）：新潟県
- 道の駅ニセコビュープラザ：北海道
- 道の駅にちなん日野川の郷（にちなんひのがわのさと）：鳥取県
- 道の駅日光（にっこう）：栃木県
- 道の駅にのみや：栃木県
- 道の駅仁保の郷（にほのさと）：山口県
- 道の駅にらさき：山梨県

## ね
- 道の駅根来さくらの里（ねごろさくらのさと）：和歌山県
- 道の駅ねごろ歴史の丘（ねごろれきしのおか）：和歌山県
- 道の駅根占（ねじめ）：鹿児島県

## の
- 道の駅能生（のう）：新潟県
- 道の駅農匠の郷やくの（のうしょうのさとやくの）：京都府
- 道の駅野方あらさの（のがたあらさの）：鹿児島県
- 道の駅野沢温泉（のざわおんせん）：長野県
- 道の駅能勢（くりの郷）（のせ くりのさと）：大阪府
- 道の駅のだ：岩手県
- 道の駅のつはる：大分県
- 道の駅のと里山空港（のとさとやまくうこう）：石川県
- 道の駅のとじま：石川県
- 道の駅能登食祭市場（のとしょくさいいちば）：石川県
- 道の駅のと千里浜（のとちりはま）：石川県
- 道の駅狼煙（のろし）：石川県
- 道の駅ノンキーランド ひがしもこと：北海道